# كلخ نقبي
الكلخ النقبي (باللاتينية: Ferula negevensis) نوع نباتي يتبع جنس الكلخ من الفصيلة الخيمية.

## الموئل والانتشار
النبات واطن في بلاد الشام.